# Carl Ludwig Wilhelm Tischbein
Carl Ludwig Wilhelm Tischbein, född den 2 mars 1797 i Dessau, död den 13 februari 1855 i Bückeburg, var en tysk målare, son till Johann Friedrich August Tischbein. 
Tischbein hörde till 1800-talets mer gammalmodiga genremålare.